# Orzacha podziemna

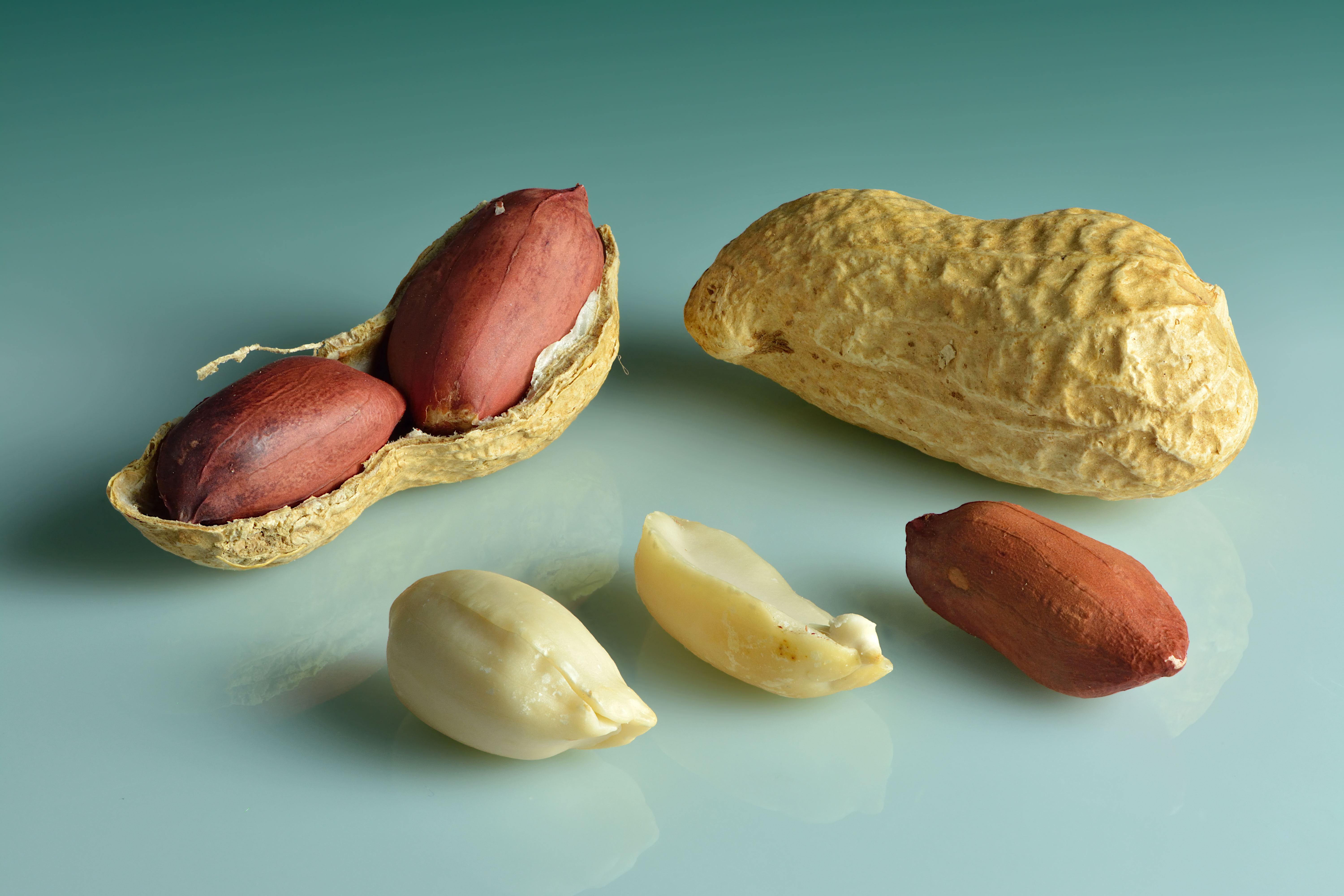
Owoce i nasiona

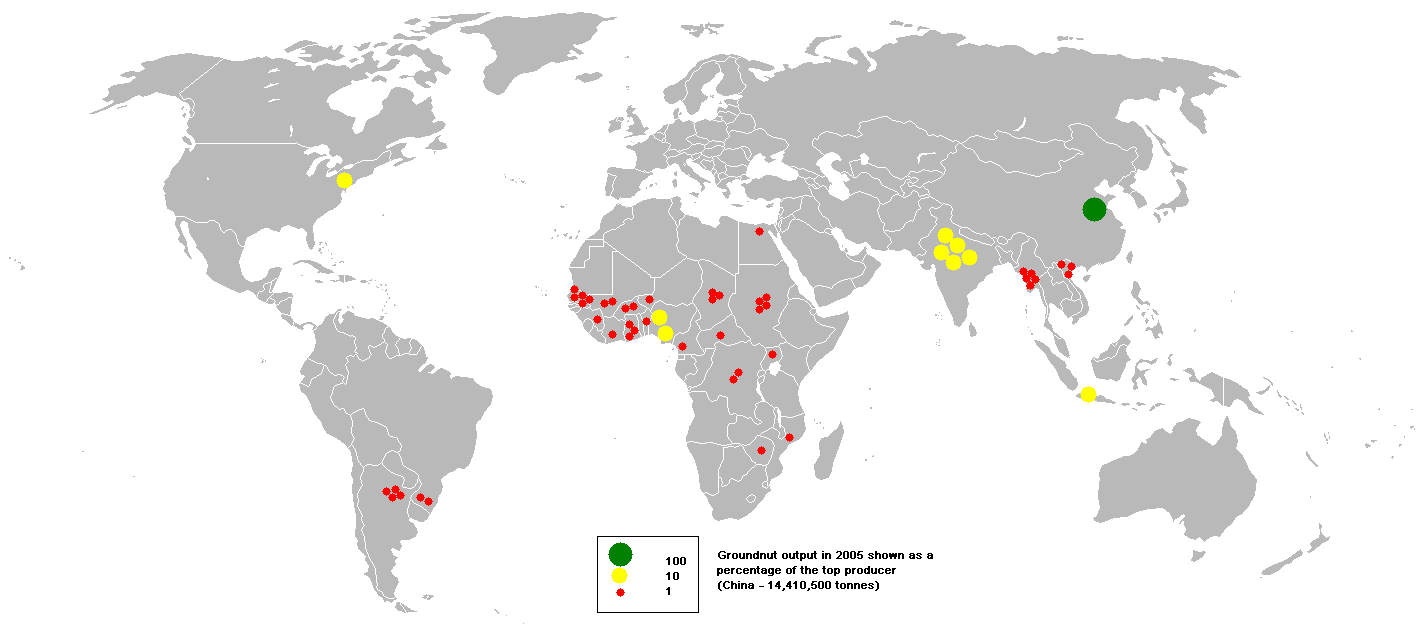
Produkcja orzechów ziemnych na świecie

Orzacha podziemna, orzech ziemny, orzech arachidowy, fistaszki (Arachis hypogaea L.) – gatunek roślin z rodziny bobowatych. Pochodzi z Ameryki Południowej, gdzie zaczął być uprawiany na przełomie trzeciego i drugiego tysiąclecia p.n.e. Obecnie szeroko rozpowszechniony w uprawie w krajach tropikalnych i subtropikalnych, nie występuje już na stanowiskach naturalnych. We florze Polski notowany jest jako efemerofit.

## Morfologia
PokrójJednoroczna roślina o wysokości do 50 (70) cm.
LiściePierzastozłożone z dwóch par owalnych listków.
KwiatyMotylkowe, żółte. Górne kwiaty są płone i tylko z dolnych powstają nasiona.
OwoceStrąki z bruzdowaną, włóknistą okrywą, zawierające 1-4 nasiona, tzw. orzeszki ziemne (orzeszki arachidowe, fistaszki), które są źródłem oleju arachidowego.

## Biologia i ekologia
Roślina jednoroczna. Nazwa orzech ziemny pochodzi stąd, że owoce (strąki z nasionami) dojrzewają w ziemi. Szypułka kwiatu (część osi kwiatowej leżąca poniżej słupka) po jego przekwitnięciu wydłuża się i kieruje do dołu, wpychając do ziemi strąk. Dojrzewa on tu na głębokości ok. 5–8 cm, ale nie rozpada się na części ani się nie otwiera. Orzech ziemny jest więc przykładem rośliny geokarpicznej.

## Zastosowanie
- Roślina uprawna: główni producenci to Chiny, Indie, Nigeria, Sudan, Stany Zjednoczone i Mjanma. Łączna produkcja tych sześciu państw sięgała w 2019 r. ok. 34 mln ton rocznie. Ważnym rejonem upraw są też kraje Afryki Subsaharyjskiej, Indonezja i Argentyna. W Europie orzeszki ziemne w śladowych ilościach uprawiane są na Półwyspie Bałkańskim, na Cyprze, we Włoszech, Francji i Hiszpanii[6].
- Uprawa w Polsce: orzacha podziemna (Arachis hypogaea), pochodząca z Ameryki Południowej, rośnie w klimacie tropikalnym i subtropikalnym. W Polsce jej uprawa jest możliwa, ale wymaga spełnienia określonych warunków. Roślina preferuje lekką, przepuszczalną glebę, bogatą w potas, lecz ubogą w azot, oraz temperaturę gleby powyżej 20°C. Okres wegetacji powinien wynosić 120–160 dni bez przymrozków. Ze względu na umiarkowany klimat Polski, orzeszki ziemne uprawia się najczęściej pod osłonami, w szklarniach lub tunelach foliowych. Nasiona często wysiewa się wcześniej w doniczkach, aby zapewnić optymalne warunki wzrostu. Roślina wymaga nasłonecznionego stanowiska i gleby umożliwiającej gynoforowi (szypułce kwiatowej) penetrację na głębokość 3–8 cm, gdzie rozwijają się podziemne strąki. Zbiór polega na wykopaniu całej rośliny i suszeniu jej korzeniami do góry, co zapobiega pleśnieniu orzeszków i przygotowuje je do przechowywania. W polskich warunkach plony są zwykle niewielkie, ale uprawa ta pozwala na obserwację zjawiska geokarpii – naturalnego mechanizmu, w którym roślina „sadzi” nasiona pod powierzchnią gleby[7].
- Sztuka kulinarna: świeże nasiona są zjadane jako warzywo, a prażone lub solone są popularną przekąską. Z orzeszków produkuje się również masło orzechowe.  W Stanach Zjednoczonych ponad 60% wyprodukowanych orzechów ziemnych jest przeznaczanych na produkcję masła orzechowego, około 20% jest prażonych, około 19% jest wykorzystywanych w produkcji słodyczy (USDA-ERS, 2014)[8].

## Wpływ na zdrowie człowieka
Orzeszki ziemne zawierają znaczne ilości aminokwasów, które są budulcem białek. 
| Aminokwasy (w 100 g) |
| --- |
| - Izoleucyna – 886 mg; - Leucyna – 1732 mg; - Lizyna – 886 mg; - Metionina -224 mg; - Cystyna – 295 mg; - Fenyloalanina – 1304 mg; - Tyrozyna – 1100 mg; - Treonina – 672 mg; - Tryptofan – 275 mg; - Walina – 1059 mg; - Arginina – 3107 mg; - Histydyna – 672 mg; - Alanina – 1008 mg; - Kwas asparaginowy – 3107 mg; - Kwas glutaminowy – 5399 mg; - Glicyna – 1528 mg; - Prolina – 1141 mg; - Seryna – 1304 mg. |

Orzeszki ziemne są jednym z najsilniejszych alergenów. Choć reakcja alergiczna na orzeszki dotyka tylko 1-2% populacji (dane dla USA), to nawet niewielkie ilości spożytych orzeszków (lub produktów pochodnych, np. oleju) mogą wywołać wstrząs anafilaktyczny. Z tego powodu w krajach Unii Europejskiej na etykietach produktów spożywczych obowiązkowo umieszcza się informacje o zawartości orzeszków w produkcie lub ich użyciu na terenie danego zakładu produkcyjnego.
Badania, których wyniki opublikowano w 2015 roku dowiodły, że podawanie niemowlętom przetworów z orzeszków ziemnych znacząco zmniejsza ryzyko wystąpienia u nich alergii na ten składnik diety.
W orzeszkach arachidowych poddanych działaniu pleśni (A. flavus) mogą powstawać silnie toksyczne aflatoksyny. Nie zaleca się spożywania nieświeżych orzeszków, gdyż może to szkodzić, zwłaszcza wątrobie.

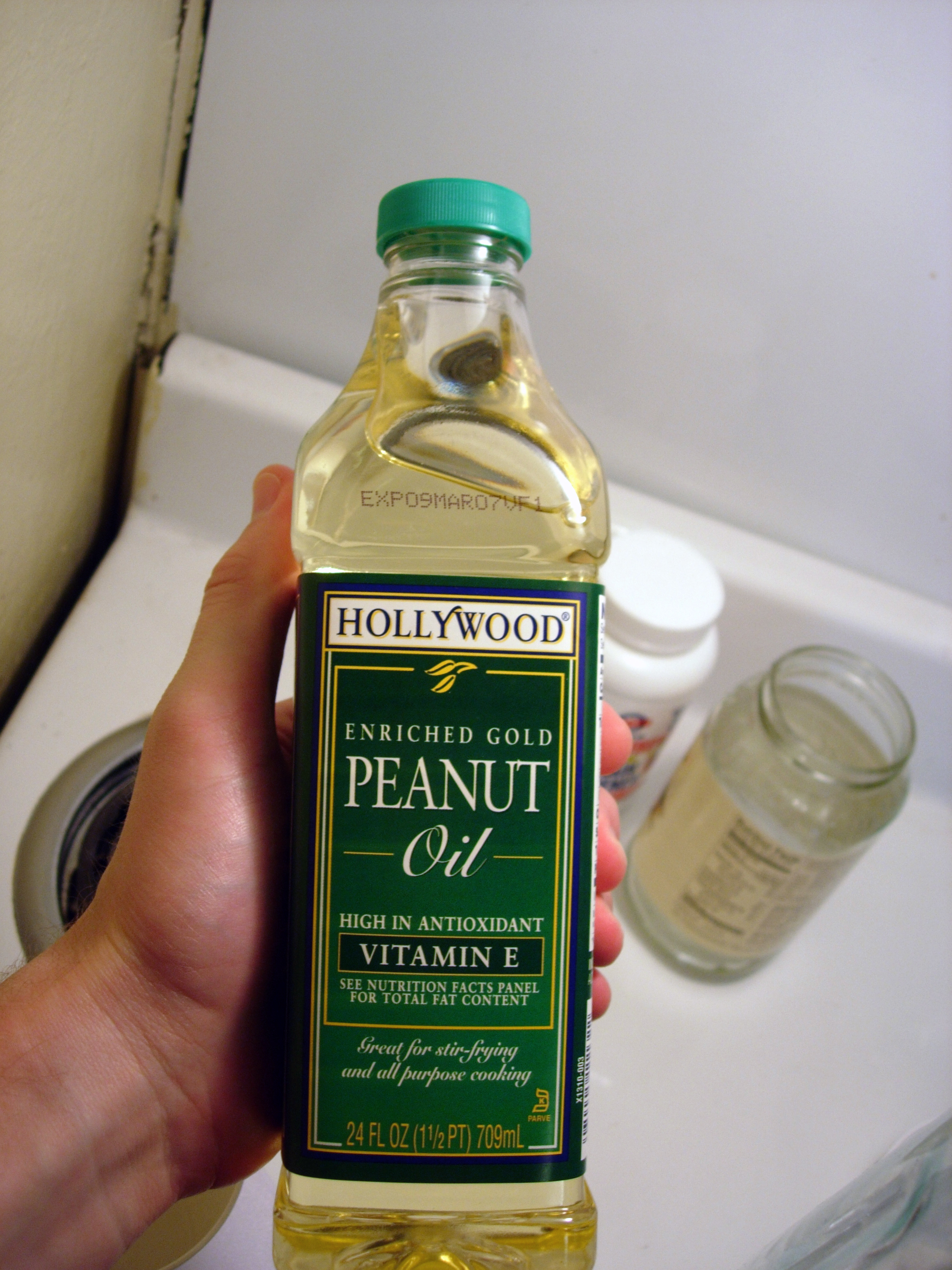
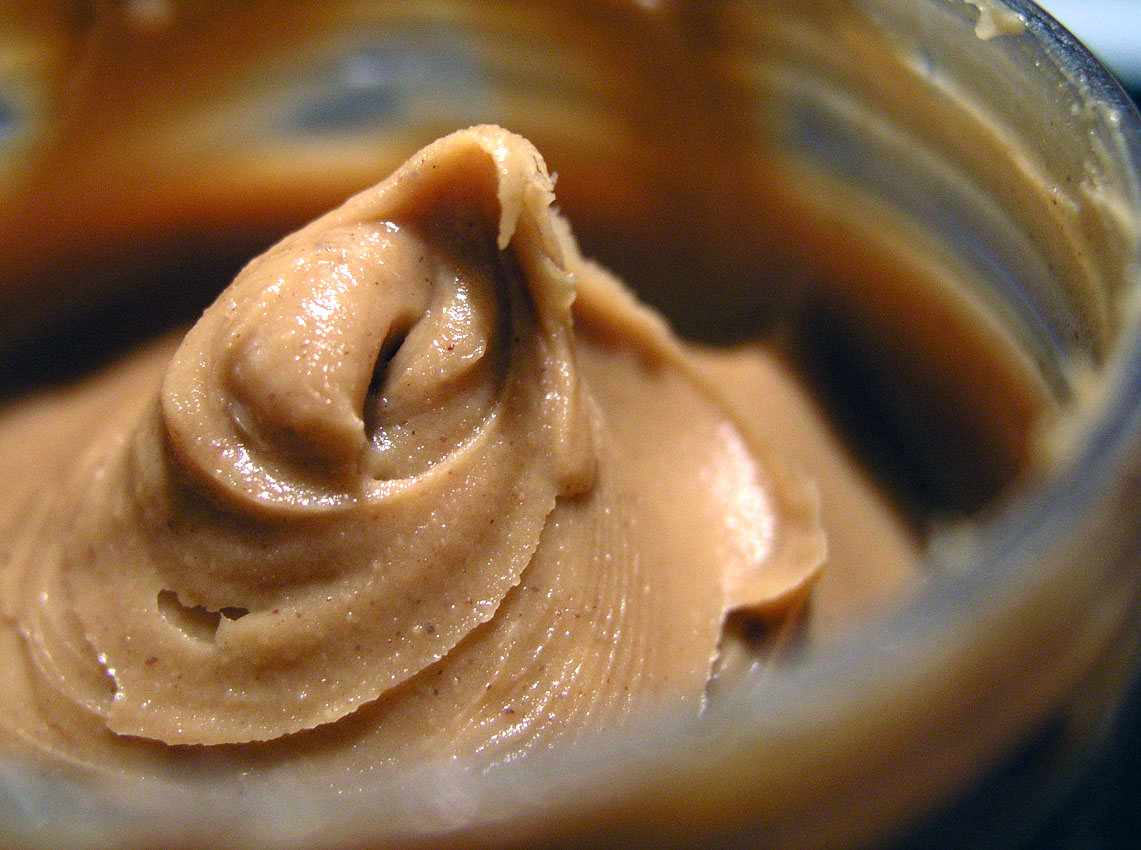
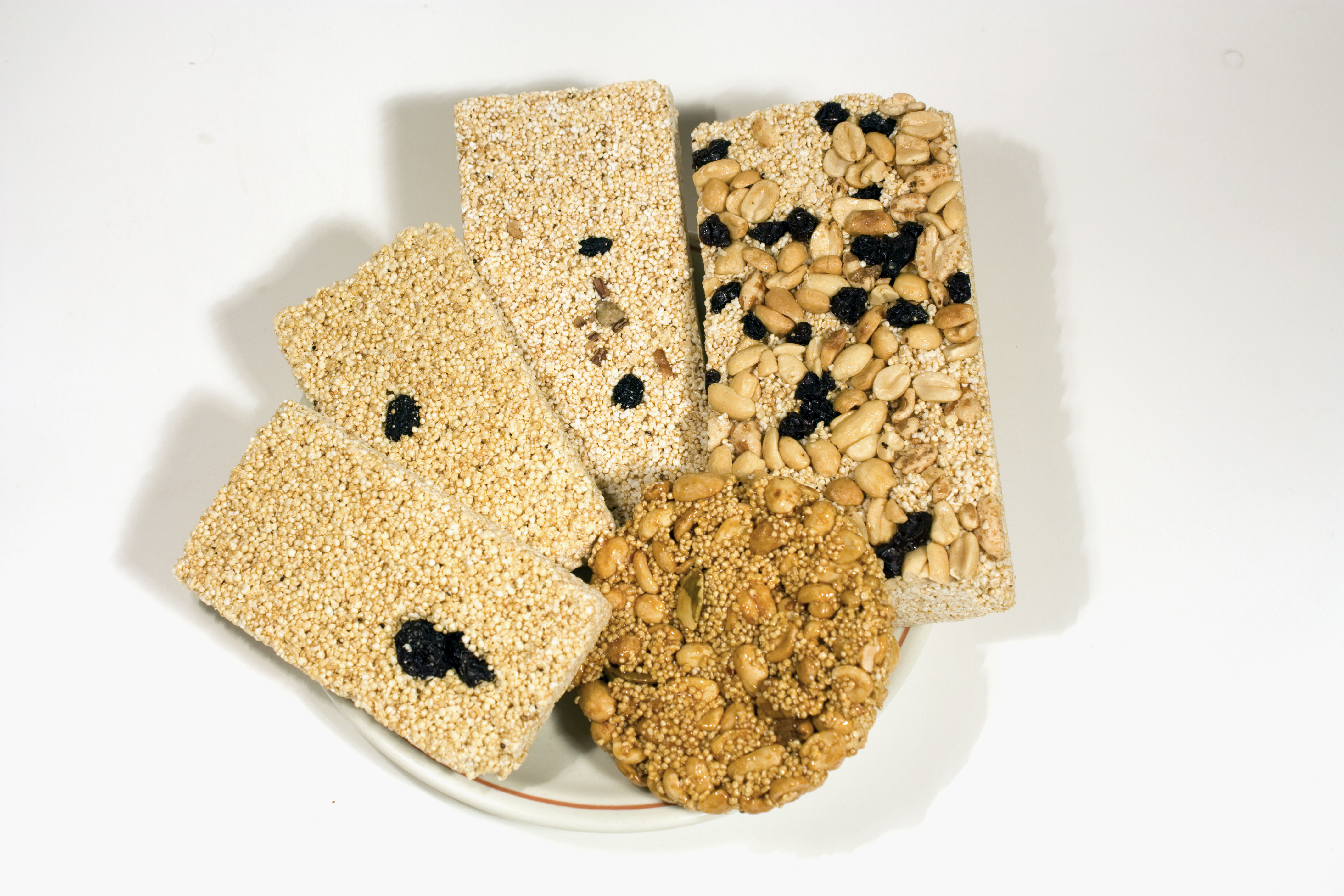
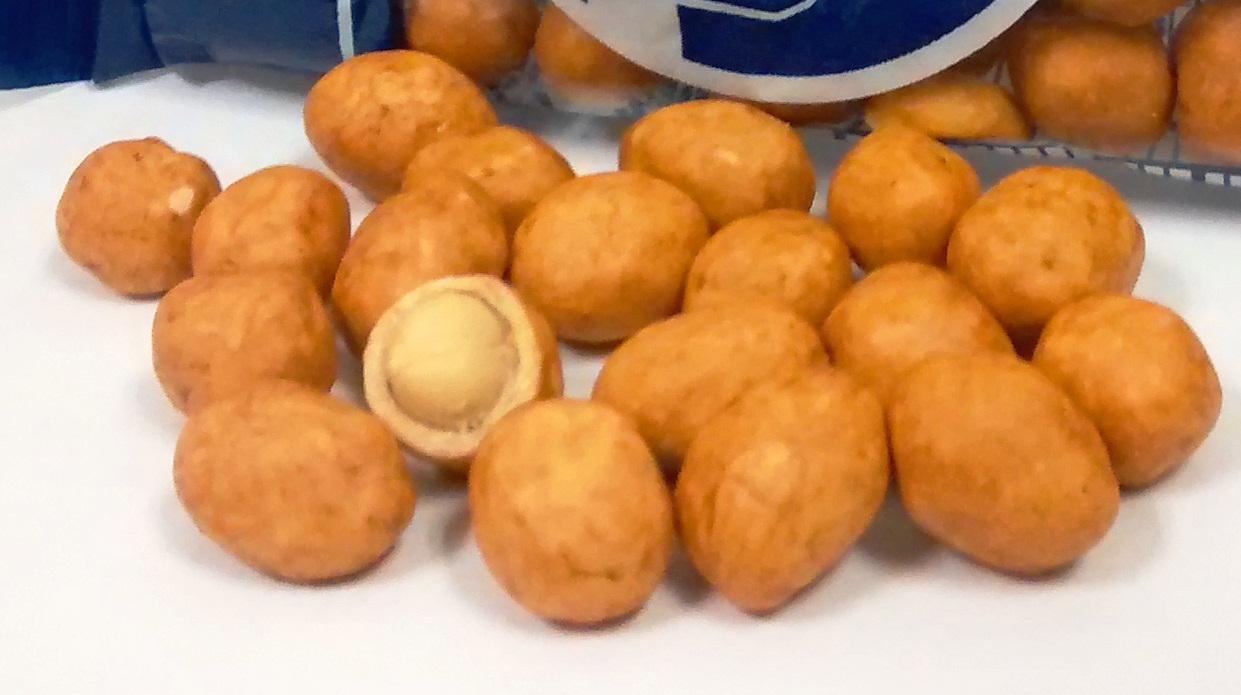
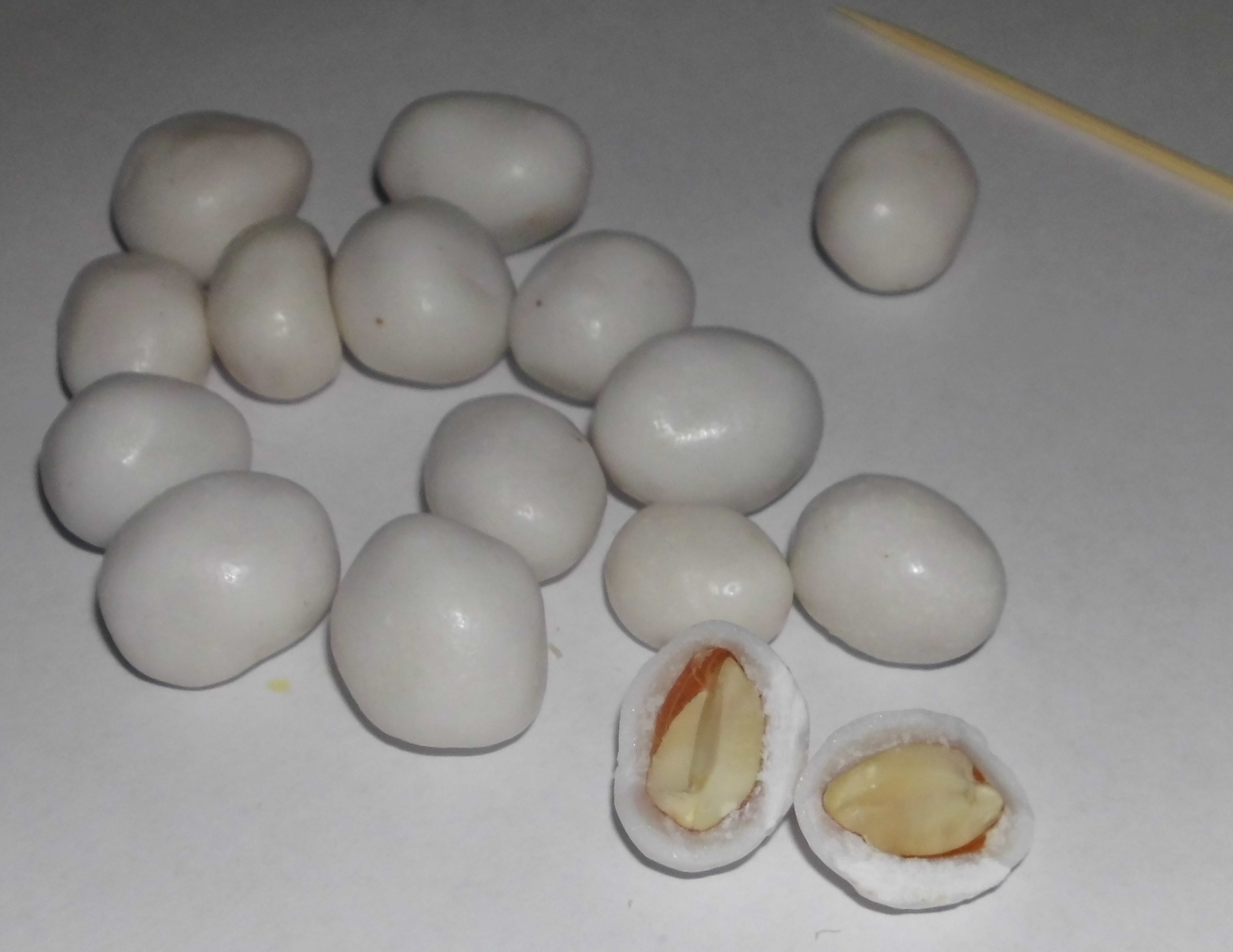